# Gvardisträsken (Sorsele socken, Lappland, 725638-157504)
Gvardisträsken är en sjö i Sorsele kommun i Lappland och ingår i Umeälvens huvudavrinningsområde. Sjön har en area på 0,0893 kvadratkilometer och ligger 379,2 meter över havet.

## Delavrinningsområde
Gvardisträsken ingår i det delavrinningsområde (725584-157286) som SMHI kallar för Mynnar i Måskebäcken. Medelhöjden är 493 meter över havet och ytan är 18,63 kvadratkilometer. Det finns inga avrinningsområden uppströms utan avrinningsområdet är högsta punkten. Vattendraget som avvattnar avrinningsområdet har biflödesordning 4, vilket innebär att vattnet flödar genom totalt 4 vattendrag innan det når havet efter 298 kilometer. Avrinningsområdet består mestadels av skog (80 procent). Avrinningsområdet har 0,22 kvadratkilometer vattenytor vilket ger det en sjöprocent på 1,2 procent.